# Алі Юссеф
Алі Бен Сафуан Юссеф (швед. Ali Ben Safouane Youssef, нар. 5 серпня 2000, Гетеборг, Швеція) — туніський футболіст, вінгер кіпрського клубу «Аполлон» (Лімасол) та національної збірної Тунісу.

## Ігрова кар'єра

### Клубна
Алі Юссеф народився у щведському місті Гетеборг і займатися футболом почав у футбольній академії місцевого клубу «Геккен», до якої він приєднався у 2012 році. Перед початком сезону 2019 року вінгер потрапив до першої команди і тоді ж він підписав з клубом контракт до 2023 року.
Першу гру в чемпіонаті Швеції Юссеф провів у липні 2019 року, коли вийшов на заміну у матчі проти столичного «Юргордена». У липні 2021 року у матчі Ліги конференцій проти шотландського «Абердина» футболіст отримав травму хрестоподібних зв'яхок і був змушений пропустити рік своєї кар'єри.
Першу гру після повернення до футболу Юссеф провів у липні 2022 року, коли вийшов на заміну у матчі проти «М'єльбю» і забив вирішальний гол. Загалом у чемпіонському сезоні 2022 року Юссеф провів чотири матчі.

### Збірна
На міжнародному рівні Алі Юссеф починав виступи у складі молодіжної збірної Швеції.
В кінці травня 2021 року Юссеф отрима виклик на товариські матчі до національної збірної Тунісу. І 5 червня у матчі проти збірної ДР Конго Юссеф дебютував у національній збірній Тунісу.

## Статистика виступів

### Статистика виступів за збірну
Станом на 8 вересня 2024 року
| Дата      | Місто       | Господарі | Результат | Гості      | Турнір                                  | Голи | Примітки |
| --------- | ----------- | --------- | --------- | ---------- | --------------------------------------- | ---- | -------- |
| 5-6-2021  | Радес       | Туніс     | 1 – 0     | ДР Конго   | товариський матч                        | -    | 84'      |
| 15-6-2021 | Радес       | Туніс     | 1 – 0     | Малі       | товариський матч                        | -    | 60'      |
| 7-9-2023  | Радес       | Туніс     | 3 – 0     | Ботсвана   | Відбір до Кубка африканських націй 2023 | -    | 76'      |
| 5-9-2024  | Радес       | Туніс     | 1 – 0     | Мадагаскар | Відбір до Кубка африканських націй 2025 | -    | 55'      |
| 8-9-2024  | Ель-Джадіда | Гамбія    | 1 – 2     | Туніс      | Відбір до Кубка африканських націй 2025 | -    | 46'      |
| Усього    |             | Матчів    | 5         |            | Голів                                   | 0    |          |

## Титули
Геккен
 Чемпіон Швеції: 2022